# Horti
A Horti vagy Horthy régi magyar családnév, amely a származási helyre utalhat: Hort (Heves vármegye).

## Híres Horti családok
- nagybányai Horthy család

## Híres Horti nevű személyek
Horti
- Horti Dóra (1987) válogatott kosárlabdázó
- Horti Gábor (1963) sportújságíró, kommentátor
- Horti István (1630 körül – 1689) református lelkész
- Horti Pál (1865–1907) festő, iparművész
- Horti Sándor (1881–1942) színész

Horthy
- Horthy István (1858–1937) lovassági tábornok, felsőházi tag, Horthy Miklós kormányzó bátyja
- Horthy Miklós (1868–1957) altengernagy, 1920–1944 között a Magyar Királyság kormányzója. Gyermekei: 
  - Horthy Magdolna (1902–1918)
  - Horthy Paulette (1903–1940), előbb vitéz Fáy László, majd gróf Károlyi Gyula felesége
  - Horthy István (1904–1942) kormányzóhelyettes, repülőtiszt, aki lezuhant gépével szörnyethalt
  - Horthy Miklós (1941) fizikus és építészmérnök, a kormányzó unokája
  - Horthy Miklós (1907–1993) diplomata, aki Károlyi Consuela grófnőt (1905–1976) vette feleségül
- Horthy Béla (1869–1943) magyar festő